# 莱昂·儒奥

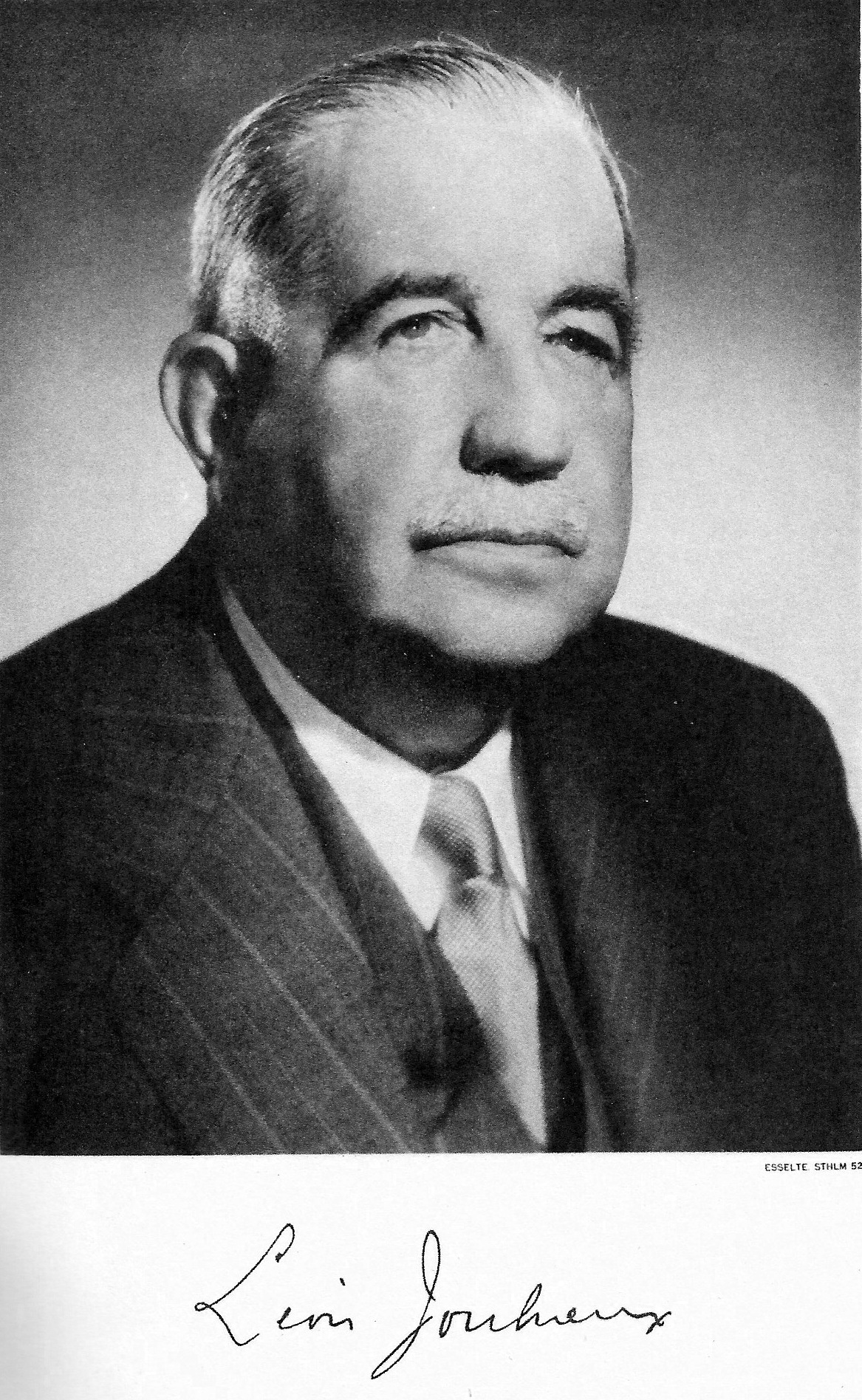
萊昂·儒奧

莱昂·儒奥（Léon Jouhaux，1879年7月1日—1954年4月28日），法国工会领袖，1951年诺贝尔和平奖获得者。儒奥出身巴黎的一贫困的工人家庭，早年当过童工，中学未能毕业，但他坚持自学，还常去大学旁听。1900年因领导火柴厂罢工而被开除。1909年成为法国总工会总书记。第一次世界大战前夜曾致电德国公会领袖呼吁进行反战运动，1938年9月访问美国，吁请富兰克林·罗斯福总统出面调停战争。1941年被德国人投入集中营，二战结束后才回国，重新担任总工会总书记。1946年获法国抵抗运动奖章。儒奥发表的著作有《国际工人组织》、《私人军火生产》、《裁军》和《法国工团主义》等。